# Leopoldsberg
Leopoldsberg este o arie protejată (arie specială de conservare — SAC, sit de importanță comunitară — SCI, arie de protecție specială avifaunistică — SPA) din Austria întinsă pe o suprafață de 5,8 ha, integral pe uscat.

## Localizare
Centrul sitului Leopoldsberg este situat la coordonatele 48°16′48″N 16°20′29″E / 48.2801°N 16.3414°E.

## Înființare
Situl Leopoldsberg a fost declarat sit de importanță comunitară în noiembrie 2015 pentru a proteja un număr necunoscut de specii din flora spontană și fauna sălbatică aflate în arealul zonei. Alte tipuri de protecție:
- arie de protecție specială avifaunistică (în noiembrie 2015)
- arie specială de conservare (în aprilie 2017)[1][2][3]

## Biodiversitate
Situată în ecoregiunea continentală, aria protejată conține 1 habitat natural: Păduri de fag din Europa Centrală dezvoltate pe sol calcaros cu Cephalanthero-Fagion.
La baza desemnării sitului se află un număr nedeclarat de specii protejate.